# Nicolas Cage
Nicolas Cage (født Nicholas Kim Coppola, 7. januar 1964) er en amerikansk skuespiller og producent. Cage er en særdeles produktiv skuespiller, som har indspillet film indenfor mange forskellige genrer. Cage vandt en Oscar i 1996 for Leaving Las Vegas, og blandt hans mest kendte film  er Vilde hjerter, The Rock, Face/Off, Orkidé-tyven, National Treasure og Lord of War.
Han er nevø af The Godfather-instruktøren Francis Ford Coppola.

## Tidlig karriere
Nicolas Cage blev født i 1964 i Long Beach, Californien. Hans far var professor i litteratur, og hans mor var danser og koreograf.
Cage gik på Beverly Hills High School, men droppede ud som 17-årig for at forfølge sin drøm om at blive skuespiller. I 1982 lykkedes det ham også at få en rolle i filmen Øl, fis og rockmusik med Sean Penn og Jennifer Jason Leigh. Det meste af hans rolle blev imidlertid klippet ud, og det blev altså ikke til noget gennembrud. I stedet fik han job i en biograf med at sælge popcorn, som gav ham mulighed for at være nær de levende billeder.
Cage er nevø til den kendte filminstruktør Francis Ford Coppola og hjalp en overgang til med at øve replikker, når der blev afholdt auditions til nye film. Dette var også indgangen til rollen som Smokey i filmen Rumble Fish fra 1983. For ikke konstant at blive kædet sammen med sin onkel og for at undgå mistanker om nepotisme skiftede Cage sit efternavn ud og tog i stedet navnet Cage, delvist inspireret af Marvel-superhelten Luke Cage. Han forsøgte samme år at få en af de bærende roller i The Outsiders, som også blev instrueret af Francis Ford Coppola, men måtte dog se Matt Dillon få rollen som Dallas Winston. Det blev dog til endnu en mindre rolle i onklens film fra 1984 The Cotton Club med Richard Gere.
En hovedrolle fik Cage i Alan Parkers Birdy. Filmen handler om to venner (hvor Cage spiller den ene), som vender hjem til USA efter Vietnamkrigen, begge med psykiske problemer. Filmen viste tydeligt, at Cages evner også kunne dække stærkt dramatiske roller. Således kom den også til genremæssigt at stå i særlig kontrast til de efterfølgende film, nemlig Peggy Sue Got Married fra 1986, Coen-brødrenes  Arizona Junior og ikke mindst det romantiske drama Lunefulde måne fra 1987. Lunefulde måne vandt tre Oscar-statuetter og blev et stort hit verden over. Stor succes gav filmen til sangerinden Cher, som spillede hovedrollen som Loretta Castorini, men verden lagde også mærke til Cage som italieneren Ronny Cammareri. Det så ud til, at den store succes for Cage lå lige om hjørnet.
Lunefulde måne blev fulgt op af en række film som floppede, bl.a. gyser-komedien Hvem har taget mine tænder? fra 1988 og den italienske film Tempo di uccidere (Time to Kill) fra 1989.
David Lynch’s Vilde hjerter fra 1990 gav en smule oprejsning til Cages succes, men dette fulgtes op af Honeymoon i Las Vegas og Amos & Andrew, som ikke havde ret meget succes.

## Succes i Hollywood
Rent succesmæssigt blev 1994 et meget vigtigt år for Nicolas Cage. Cage har altid været en produktiv skuespiller, og dette år indspillede han tre film, hvor specielt de to fik rimelig succes. I Livvagt for Tess spiller Cage en Secret Service-agent, som skal være bodyguard for den tidligere førstedame Tess, som spilles af Shirley MacLaine. I Det ku' ske for dig er en politibetjent, en servitrice og en lotterikupon grundelementerne i en fortælling om kærlighed. Sidste halvdel af 80’erne og første halvdel af 90’erne var præget af mange lette komedier, men denne stime stoppede for en periode i 1995 med filmen Leaving Las Vegas. Mike Figgis’ drama om alkoholikeren Ben Sanderson (Cage) og den prostituerede Sera (Elisabeth Shue) leverede dybe portrætter fra begge hovedpersoner. Deres akavede møde i Las Vegas, og deres umulige forsøg på at kunne skabe en tilværelse sammen, henrykkede både anmeldere og priskomiteer. Således blev både Figgis, Shue og Cage nomineret til Oscar-priser det følgende år. Cage vandt sin hidtil eneste Oscar, samt bl.a. en Golden Globe-pris for bedste mandlige hovedrolle. Leaving Las Vegas blev et vendepunkt i Cages karriere. De efterfølgende år blev Action-genren hans foretrukne. Dette kom første gang til udtryk i 1996 i Michael Bays The Rock. I rollen som Dr. Stanley Goodspeed skal Cage med hjælp fra den tidligere straffefange John Patrick Mason (Sean Connery) finde en hidtil ukendt vej til det berygtede Alcatraz-fængsel. I et kapløb med tiden må de forsøge at stoppe General Hummel (Ed Harris), som fra det nu lukkede fængsel truer med at sende biokemiske raketter ind over San Francisco. Et andet storslået cast stod for action-underholdningen året efter i Con Air. John Cusack, John Malkovich, Ving Rhames og Steve Buscemi er sammen med Cage om bord på fængselstransportflyet i Simon Wests instruktør-debut. Samme år gav Hong Kong-actionmesteren John Woo John Travolta og Nicolas Cage muligheden for at bytte identitet i Face/Off. Alle sammen action-film med stort A, og en medvirkende årsag til, at Cage vandt stor popularitet blandt action-glade biografgængere. Cages bankkonti kunne også mærke den stigende efterspørgsel, og de voksede i takt med den stigende popularitet. City of Angels, en genindspilning af den tyske film Der Himmel über Berlin, blev ikke så anerkendt som originalen, men Cages og Meg Ryans navne på plakaten sørgede dog for fornuftige salgstal. Filmene Snake Eyes og 8MM var veldrejede thrillere mere end fantastisk filmkunst, mens Cage endnu engang kunne vise sit gode skuespil frem i Martin Scorseses Nattens skygger fra 1999. En film, som i stil og stemning, ligger tæt op ad Scorseses klassiker Taxi Driver fra 1976. Cage er Frank Pierce, en ambulanceredder i Hell's Kitchen, New York City, som plages af søvnbesvær og talløse mareridt. Underlige drømme og visioner, om mennesker han forsøgte at redde, plager ham. En dag møder han pigen Mary, som nærmest synes at blive hans eneste støtte i virkeligheden. John Goodman, Ving Rhames og Tom Sizemore spiller hans ambulancekollegaer, som har for mange problemer selv til at kunne tage sig af andres. Fra 1995 til 2001 var Cage gift med skuespillerinden Patricia Arquette, og de to spiller også sammen i Nattens skygger, hvor Arquette spiller Mary, som Frank Pierce brænder lidt varm på.

## Cage frem til i dag
Det nye årtusind indledte Cage med action-filmen Gone in 60 Seconds, en genindspilning af kultklassikeren fra 1974. Memphis Raines (Cage) må stjæle 50 luksusbiler for at redde sin bror, der er kommet i vanskeligheder. Historien er ikke original. Udover Cage er bl.a. Angelina Jolie og Robert Duvall at finde på rollelisten. I The Family Man får en almindelig mand muligheden for at opleve, hvordan hans liv havde set ud, hvis han havde truffet nogle andre valg. Kaptajn Corellis Mandolin fra 2001 er en blanding af drama, romance og musik og foregår under 2. Verdenskrig. Penélope Cruz, John Hurt og Christian Bale medvirker også i filmen. Cage havde allerede arbejdet sammen med John Woo én gang, da de to fandt sammen om Windtalkers. Krigsfilmen blev dog ikke en så stor succes som Face/Off havde været fem år tidligere. I 2002 giftede Cage sig med Lisa Marie Presley, datter af Elvis Presley, og samme år debuterede han som instruktør med filmen Sonny. James Franco spiller titelrollen og Cage medvirker også selv. Filmen nåede dog aldrig ud til et større publikum. Det gjorde derimod Spike Jonze’s Orkidé-tyven, en meget original omskrivning af Susan Orleans roman. Charlie Kaufman stod for manuskriptet, og han valgte noget utraditionelt, at skrive sig selv ind i filmens historie sammen med en selvopfunden tvillingebror. Cage spiller både Charlie og broderen Donald Kaufman, og det blev til karrierens anden Oscar-nominering. Gore Verbinski, som bl.a. står bag Pirates of the Caribbean-serien instruerede i 2005 Cage i The Weather Man. Meteorologen David Spritz er splittet mellem job og karriere. Han arbejder på en lokal tv-station, da han bliver tilbudt et job i New York City. Det store spørgsmål for ham bliver, om han skal tage imod tilbuddet, eller prøve at få privatlivet til at fungere bedre. De seneste år har især de to skattejagts-film National Treasure og National Treasure: Book of Secrets lokket folk i biografen. Lord of War fra 2005 er delvist inspireret at virkelighedens ’warlords’, som lever af at skabe krige, primært på det afrikanske kontinent. Virkelighedens verden er også omdrejningspunktet for Oliver Stones World Trade Center som handler om brandmændene, der satte deres liv på spil for at redde andre efter terror-angrebet den 11. september 2001. The Wicker Man fra 2006, en genindspilning af en gammel Christopher Lee-film, og tegneseriefilmatiseringen Ghost Rider floppede begge. Især førstnævnte gav Nicolas Cage flere fjender end venner, mens Ghost Rider godt nok fik folk i biografen, men høstede samtidig dårlige anmeldelser. I Next fra 2007 kan Cage som Cris Johnson se ind i fremtiden, og måske ændre den. Et lignende tema finder man i Knowing fra 2009.

## Trivia
- Sørgede for at vennen Johnny Depp fik sit første job som skuespiller.
- Ejer en Lamborghini som tidligere tilhørte Prince Ali-Reza Pahlavi af Iran.
- Stor fan af Elvis Presley.
- Blev tilbudt rollen som Green Goblin/Norman Osborn i Spider-Man fra 2002.
- Donerede i 2006 2 millioner dollars til Amnesty International.
- Har ejendomme i Los Angeles, San Francisco, Las Vegas, New Orleans, New York City og Paradise Island på Bahamas.
- Var forlovet med tidligere model Kristen Zang.
- Var nomineret til en Razzie Award for værste skuespiller i The Wicker Man og i Ghost Rider.
- Hans søn Weston Cage spiller med i Lord of War.

## Filmografi
- Willy's Wonderland
- Dying of the light (2014)
- The Frozen Ground (2013)
- Stolen (2012)
- Season of the Witch (2011)
- Ghost Rider 2 Spirit of Vengeance (2011)
- Tresspass (2011)
- Seeking Justice (2011)
- Drive Angry (2011)
- The sorcerers apprentice (2010)
- Kick-Ass (2010)
- The Bad Lieutenant: Port of Call - New Orleans (2009)
- G-Force (2009)
- Knowing (2009)
- Bangkok Dangerous (2008)
- National Treasure: Book of Secrets (2007)
- Ghost Rider (2007)
- Next (2007)
- World Trade Center (2006)
- Myremobberen – The Ant Bully (2006)
- The Wicker Man (2006)
- Lord of War (2005)
- National Treasure (2004)
- Matchstick Men (2003)
- Orkidé-tyven – Adaptation. (2002)
- Sonny (2002)
- Windtalkers (2002)
- Kaptajn Corellis Mandolin – Captain Corelli's Mandolin (2001)
- The Family Man (2000)
- Gone in Sixty Seconds (2000)
- Nattens skygger – Bringing Out the Dead (1999)
- 8MM (1999)
- Snake Eyes (1998)
- City of Angels (1998)
- Face/Off (1997)
- Con Air (1997)
- The Rock (1996)
- Leaving Las Vegas (1995)
- Dødens Kys – Kiss of Death (1995)
- Trapped in Paradise (1994)
- Det ku' ske for dig – It Could Happen to You (1994)
- Livvagt for Tess – Guarding Tess (1994)
- Deadfall (1993)
- Red Rock West (1993)
- Amos & Andrew (1993)
- Honeymoon i Las Vegas – Honeymoon in Vegas (1992)
- Zandalee (1991)
- Vilde hjerter – Wild at Heart (1990)
- Fire Birds (1990)
- Tempo di uccidere (1989)
- Hvem har taget mine tænder? – Vampire's Kiss (1988)
- Lunefulde måne – Moonstruck (1987)
- Arizona Junior – Raising Arizona (1987)
- Peggy Sue Got Married (1986)
- Den blå legende – The Boy in Blue (1986)
- Birdy (1984)
- The Cotton Club (1984)
- Racing with the Moon (1984)
- Rumble Fish (1983)
- Valley Girl (1983)
- Fast Times At Ridgemont High (1982) (som Nicolas Coppola)